# Cäcilie Hansmann
Cäcilie „Cilly“ Hansmann (* 15. Juni 1908 in Köln; † 1. Oktober 1984 ebenda) war eine deutsche Widerstandskämpferin gegen den Faschismus und Landtagsabgeordnete in NRW.

## Leben
Die gelernte Lohnbuchhalterin war von 1928 bis 1929 Delegierte im Jugendgewerkschaftskartell und von 1928 bis 1930 politische Leiterin des Kommunistischen Jugendverbandes in Köln. Im Alter von 22 Jahren wurde sie Mitglied in der KPD. 1933 floh sie nach Amsterdam, von wo aus sie Widerstand gegen den Nationalsozialismus organisierte. Über Kontakte zu lokalen Widerstandskämpfern hatte sie Kontakte zur nach Moskau geflohenen KPD-Führung und ermöglichte die Kommunikation mit in Deutschland verbliebenen bzw. zurückgekehrten Aktivisten darunter ihr Lebensgefährte Wilhelm Knöchel. Auch zwischen den isolierten Gruppen in Deutschland vermittelte sie Nachrichten.
Nach dem Krieg kehrte sie nach Köln zurück und war von 1947 bis 1950 Mitglied des ersten Landtages von Nordrhein-Westfalen. Außerdem war sie Vorstandsmitglied in der Gewerkschaftsfachgruppe Handel und im Ortsvorstand der AOK.